# 小行星8140
小行星8140（英語：8140 Hardersen）是一颗围绕太阳公转的小行星。1981年3月1日，舒爾特·巴斯在赛丁泉山发现了此天体。
这颗小行星的绝对星等为192.6978491162707等。